# البصه (فلسطین)
البصه (عربی: البصة) یک روستای فلسطینی مهاجر است که به «بتست (בצת)» در زبان عبری معروف است. این روستا در دوران قیومیت انگلیس بر فلسطین وابسته به شهرستان عکا بود و در نزدیکی مرز لبنان در ۱۹ کیلومتری شمال شهر عکا واقع شده‌است و ۶۵ متر از سطح دریا ارتفاع دارد.

## تاریخچه
ناصیف نصار «شیخ مشایخ کوه عامل» (فرماندار عکا) با هرکسی که ادعای مالکیت در روستای بین «عکا» و «کوه عامل» داشت؛ می‌جنگید و روستای «البصه» هم یکی از این روستاهای درگیر در این منطقه بود.

## کشتار ۱۹۳۸
در سال ۱۹۳۸ این روستا در «دوران جنگ انقلاب عربی سالهای ۱۹۳۶–۱۹۳۹» مورد تهاجم از سوی نیروهای بریتانیایی قرار گرفت و در ۶ سپتامبر سال ۱۹۳۸ چهار نفر از سربازان بریتانیایی هنگام عبور خودرویشان از روی مین کاشته شده در نزدیکی این روستا کشته شدند. نیروهای بریتانیایی در انتقام این روستا را کاملاً به آتش کشیده و سوزاندن؛ و هرکسی که تلاش می‌کرد فرار کند؛ رویش آتش گشوده و می‌کشتند؛ بر اساس مدارک به‌دست آمده؛ نیروهای بریتانیایی کسانی که زنده مانده بودند را مجبور کردند سوار ماشین شده و در زمین‌هایی که سربازان بریتانیایی مین کاشته شده بودند حرکت کنند. در این رویداد خودرو روی مین رفته و منجر به کشته شدن سرنشینان آن گشته که بالغ بر ۲۰ کشته برجای گذاشت.